# Утрехтсе Хёвелрюг (национальный парк)
Национальный парк Утрехтсе Хёвелрюг (нидерл. Nationaal Park Utrechtse Heuvelrug) — охраняемая природная территория в центре Нидерландов, в провинции Утрехт. Создан для охраны разнообразных форм ландшафта, включающих леса, песчаные дюны и вересковые пустоши. Парк находится к юго-востоку от города Утрехт, между городами Дриберген и Ренен. Национальный парк был образован в 2003 году и расширен в 2013 году.

## География
Национальный парк занимает 10 000 гектаров холмистого пейзажа (нидерл. heuvelrug переводится как «грады (буквально спина) холмов»). Он находится в юго-восточной части одноимённой песчаной гряды, протянувшейся с юго-востока на северо-запад. Высшая точка как гряды, так и парка — гора Амеронгсе Берг (69,2 м). Основными ландшафтами на территории парка являются леса (широколиственные, хвойные и смешанные), пустоши, открытые пески и луга. Парк также вытянут с юго-востока на северо-запад, на юге обрываясь в долину одного из крупных рукавов дельты Рейна (Недеррейн), и со всех сторон окружён густонаселённой территорией. Крупнейшие города, примыкающие к парку — Венендал, Ренен, Дорн и Дриберген. С севера парк ограничен автомагистралью A12 Утрехт — Арнем, хотя существуют планы строительства моста для диких животных через автомагистраль и идущую параллельно ей железную дорогу. Этот мост связал бы парк с лесами северо-западной части Утрехтской гряды.

## Флора и фауна
Парк отличается относительным (для Нидерландов) богатством флоры и фауны. Из млекопитающих встречаются европейская косуля, лисица, барсук и лесная куница. Планируется адаптация более крупных млекопитающих, таких, как кабан и благородный олень. В парке встречается более ста видов птиц.

## Инфраструктура
В парке проложены туристические маршруты, некоторые из них (например, Треквогелпад) составляют часть европейской сети пешеходных троп.